# ۱۵۶۵ (میلادی)
۱۵۶۵ (میلادی) هزار و پانصد و شصت و پنجمین سال تقویم میلادی است.

## زادگان
- ۱۵ مه – هندریک د کیسر، معمار و مجسمه‌ساز هلندی (د. ۱۶۲۱)